# Paul Blocq

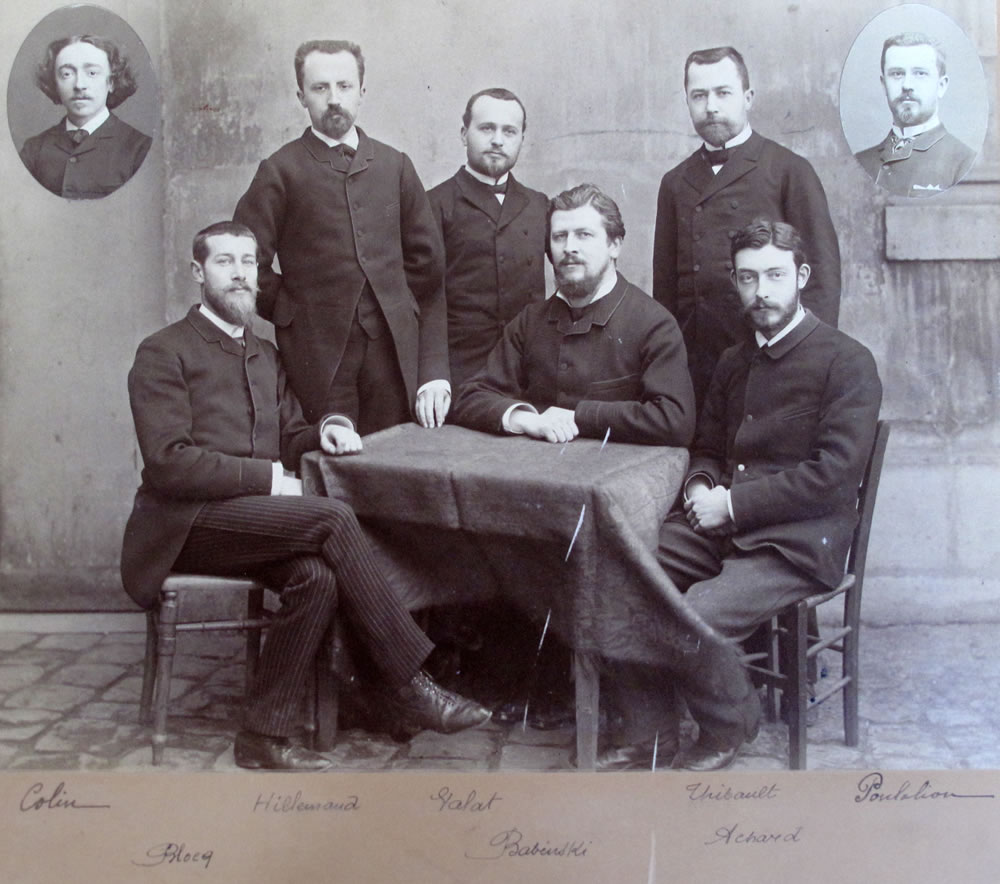
Paul Blocq w grupie młodych lekarzy w Salpêtrière (1887)

Paul Oscar Blocq (ur. 1860, zm. 21 maja 1896) – francuski lekarz neurolog.
Razem z Jeanem-Martinem Charcotem i Gheorghe Marinescu zajmował się neuropatologią w klinice Salpêtrière. Zespół astazja-abazja znany jest też jako zespół Blocqa.

## Wybrane prace
- Paul Oscar Blocq, Albert Londe: Anatomie pathologique de la moelle épinière (1891)
- Paul Oscar Blocq, J. Onanoff: Séméiologie et Diagnostic des Maladies Nerveuses (1892)
- L′État Mental dans l′Hystérie. Paris 1893
- Blocq P, Onanoff J. Séméiologie et Diagnostic des Maladies Nerveuses. Paris: G. Masson, 1892 530 ss.
- Blocq P, Onanoff J. Séméiologie des vertiges. Gazette hebdomadaire de médecine et de chirurgie Série 2, 28, 40, s. 497–499 (1891)